# Marionina cambrensis
Marionina cambrensis är en ringmaskart som beskrevs av O'Conner 1963. Marionina cambrensis ingår i släktet Marionina, och familjen småringmaskar. Arten är reproducerande i Sverige.